# なんちゃっておじさん
なんちゃっておじさんは、1977年（昭和52年）から1978年（昭和53年）にかけて東京都の電車内に出没して乗客たちを笑わせたといわれる中年男性。ニッポン放送の深夜ラジオ番組で、友人から聞いた話という女子高生の投書で紹介されたのを皮切りに、テレビや雑誌などでも取り上げられるようになり、日本中で社会現象と呼べるほどの大ブームになった。実在の人物かどうかは諸説があり（後述）、日本の都市伝説の一つとして語られることもある。

## 概要
国鉄山手線や小田急電鉄の電車内に出没するといわれ、国鉄中央線、京王井の頭線、京王線、東急東横線の電車に乗っていたともいう。「なーんちゃって」と言って両手を頭の上につけ、両腕で輪を作ったポーズを見せ、乗客たちの笑いを誘うという説が概略だが、そのセリフとポーズに至るまでの過程は、以下のようにいくつかのパターンがある。
- ヤクザ風の連中に絡まれて泣き出して乗客たちの注目を集め、その連中が去った後で「なーんちゃって」[6][10]。
- 独り言を言っており、乗客たちが不審に思ったところへ「なーんちゃって」[1][8]。
- 急に泣き出し、周囲が心配していると、急に顔を上げて明るく「なーんちゃって」[5]。
- 腹をおさえて苦しみ出し、周囲が心配していると、元気な素振りを見せて「なーんちゃって」[11]。
- 麦わら帽子に半ズボンという子供のような服装であり、窓を開けて外の景色を楽しんでいると、帽子が風で飛ばされて泣き出すが、実は帽子に繋いだ紐を手にしており、帽子を手元に取り戻して「なーんちゃって」[4]。

人物像については、主に40歳代の男性といわれたが、30歳代とも50歳代とも初老ともいわれた。正体については外務省の役人とも、霞が関の役人との情報もあり、絡んでいたヤクザ風の男は実は幼馴染みなどともいわれていた。

## メディアでの紹介によるブーム化
なんちゃっておじさんのブームの始まりは、ラジオ番組への投書である。発端は作家のかぜ耕士がラジオパーソナリティを担当する深夜番組『たむたむたいむ』（ニッポン放送）であり、1977年5月27日、当時女子高生であった東京都文京区のリスナーから最初の目撃談が投書された。山手線での目撃談であり、前述のパターンのうちヤクザにまつわるもので、なんちゃっておじさんは40歳代の男性とのことであった。この投書内容は同番組の機関誌にも収録されており、なんちゃっておじさんに関する文献資料としては最古のものと見られている。これが大きな反響を呼んで同様の目撃談の投書が相次いだことで、同番組ではこれを2週にわたって放送した。しかし投書の中には、ほかの投書を真似て書いたと見られるものも多くなり、信憑性を欠いたことから、その2週間をもって紹介は取りやめられた。
続いて『笑福亭鶴光のオールナイトニッポン』のディレクターを務めていた宮本幸一がこの投書に目をつけ、同1977年10月に同番組内で紹介。同じ週に『タモリのオールナイトニッポン』でも取り上げられた。これらの番組に大量の目撃情報が寄せられて名物コーナーとなり、番組自体の人気が追い風となって日本中で大ブームとなった。上記2つの『オールナイトニッポン』のディレクターを担当していた宮本幸一によれば、ラジオパーソナリティである笑福亭鶴光が番組中で初めて本件を紹介した翌週には、視聴者からの目撃談が300通も寄せられたという。その一方では鶴光とタモリの間で、「どちらの番組がなんちゃっておじさんを流行させたか」との論争が展開されるまでに発展した。
笑福亭鶴光の後年の弁によれば、鶴光はタモリの番組をもとにして、「いないいないばあ」の要領で「なんちゃって」のポーズを考案したところ、タモリ側も違うポーズを考案していたために、鶴光の考案の方がやや早かったとして「元祖」と銘打って、どちらが本物かの公開対決となった結果、リスナーは鶴光の側を支持したという。鶴光はさらにラジオドラマ『それでもナンチャッテおじさんはいる』を製作したところ、鶴光のオールナイトニッポンは、放送批評懇談会による第15回ギャラクシー賞の選奨の選定に至った。
後には日本ヘルスメーカー（後のカタログハウス）が「なんちゃって」のフレーズを広告に用い、なんちゃっておじさんをコマーシャルに起用することを狙って、翌1978年2月6日の朝日新聞上で「なんちゃっておじさんに同社のコマーシャルのことで相談がある」として情報を求める広告を掲載した。その広告料は120万円とも150万円とも見られている。これに対して50通から60通に昇る目撃情報が寄せられたことに加え、新聞、テレビ、週刊誌などマスコミ関係からの問合せが同社に殺到した。さらにテレビ局各社からは「なんちゃっておじさんが見つかったら、ニュースショーに出演してほしい」との打診が同社へあり、レコード会社からは「ナーンチャッテ・ブルース」なる楽曲をリリースしたいとの話もあった。これにより、なんちゃっておじさんはさらに有名な存在となった。肝心の本人からの名乗りについては、本人とおぼしき電話が同社へあったものの、「なーんちゃって」と言われて電話が切られたきりで、正体はつかめず仕舞いであった。もっともこの広告は、なんちゃっておじさんが現れることを期待したのではなく、実際には企業の広告が話題になることのみを狙ったとも見られている。なんちゃっておじさんがヤクザに絡まれていたとの目撃談から、この企業が前もってこの男性とヤクザの2人組に、この話題を作らせたと唱える者すらいた。
同1978年には、『週刊ポスト』『週刊朝日』『週刊サンケイ』などの雑誌記事にも掲載された。テレビでも取り上げられ、漫画にも登場した。刑事ドラマ『特捜最前線』でも第54話「ナーンチャッテおじさんがいた!」で扱われている（1978年4月12日放送。なんちゃっておじさんをもとにした「ベロ出しおじさん」を今福将雄が演じた）。『たむたむたいむ』に投稿したリスナーが、テレビのワイドショー番組に出演させられることもあった。

### 影響
この大ブームにより、1日中山手線の電車に乗り続け、なんちゃっておじさんを捜し続ける者もいた。昭和時代の子供文化に精通する著作家の初見健一によれば、当時の小学生の間では目撃談を語る者は周囲の注目を集め、ヒーローのような存在となっていた。初見も小学生だった当時、なんちゃっておじさんを捜す遊びに夢中になり、山手線の電車乗車時には車内を隅々まで歩き回ったという。小田急線や井の頭線でも、夕方になるとカメラを手にした中高生が、なんちゃっておじさんの出現を待ち構えていた。
目撃情報が非常に広い範囲にわたり、なんちゃっておじさんの人物像についても様々な情報が寄せられたことから、当該人物は1人ではないとも考えられ、人気の最中でその行為を真似る者もいたと考えられていた。事実、ラジオ番組への投稿には数々の目撃情報に加え、電車内で自ら奇行の後に「なーんちゃって」とおどけるという、なんちゃっておじさんを演じてみた、との報告が、北は北海道から南は九州まで日本全国から寄せられていた。
ブームに便乗する形で、小島一慶の『一慶のなーんちゃってオジサン』と若原一郎の『なんちゃってブルース』の2社競作などの楽曲もリリースされたほか、ザ・ハンダースの『あなたは見たか!なんちゃっておじさん』も楽曲化された。またフランスの音楽グループであるカフェ・クレーム（Café crème）のビートルズメドレーのレコード『Beatles Medley』が、日本では『ビートルズなーんちゃって!?』の題で、1978年に発売された。同1978年7月にはこの人気にあやかった団体として、雑誌『正論』の会員グループ傘下に「全日本なんちゃって同盟」が結成。「笑いの感覚が自由社会確立の貴重な要素となる」との方針を掲げた団体であり、テレビ番組、新聞、雑誌にも取り上げられた。
山藤章二は『週刊朝日』連載の「山藤章二のブラック=アングル」で、田中角栄らしき人物をなんちゃっておじさんとして登場させた。
「なんちゃって」は、堅固な表現への気恥ずかしさを表した言葉であり、このブーム以前から用いられていた言い回しだが、自分のことを他人事のようにはぐらかしたい当時の若者世代の気質にも合致して当時の流行語になった。前述の両腕で輪を作るポーズも、叱られたときなどにおどけて見せる際の定番ともなった。
さらに「気にしないおじさん」「せみおじさん」「玉ねぎおじさん」「絆創膏おじさん」「ダンスおじさん」「カラオケおじさん」といった、亜流ともいうべき奇妙な中年男性の話が次々に発生することにもなった。

## ブームの終焉

### 小森豪人による創作説
1978年3月20日、なんちゃっておじさんは作家の小森豪人（馬場祥弘）創作の架空の人物だとする記事が朝日新聞に掲載された。前述の日本ヘルスメーカーの呼びかけに対し、小森が同社に赴いて明かしたものである。同年の雑誌『文藝春秋』6月号には「ナンチャッテおじさんの告白」と題し、小森が創作に至るまでのエピソードが掲載された。
小森によれば、1970年（昭和45年）に「電車内で『なんちゃって』と言って乗客を笑わせる男性『なんちゃっておじさん』を見た」というギャグを考案したが、当時はまったく受けなかった。後の1977年、酒の席で「なんちゃっておじさんを見たという架空の話を広める」と友人たちに提案。同年に前述のようなラジオの投書が始まったという。
小森からこの話を打ち明けられた日本ヘルスメーカーは、小森の友人や知人からの証言、1970年時点のテレビ番組で小森が前述のギャグを演じていたことを共演者やテレビ番組関係者の証言などで確認し、新聞紙上での公表に踏み切った。公表の直後から小森への取材、メディアへの出演依頼、執筆依頼などは計80件以上にも昇り、小森は取材に対し「なんちゃって」のポーズを何度も実演する羽目になった。
この小森の公表の理由は、朝日新聞の記事によれば、冗談半分で行ったことが予想以上に世間に広まったことへの申し訳なさとされている。一方で『文藝春秋』の記事によれば、妻が小森自身をなんちゃっておじさんと思い込んで自作自演をやめるよう訴えたことや、報道陣が自分の家を探り出したことで逃げ場がないと感じたこととされている。
小森の公表時期は、なんちゃっておじさんのブームが徐々に下火になっていた頃にあたるが、この公表から約1か月後、完全にブームは沈静化した。小森の公表による失望感、社会を混乱させたことへの世間の怒りがこの沈静化の原因の一つとも見られている。なんちゃっておじさんの目撃談を語った小学生たちも、それが架空の存在だと報道されるや、目撃談が偽証であったとされ、周囲から批難される羽目になったという。

### 創作説への反論
この小森の公表に対して、前述の『オールナイトニッポン』の元ディレクター・宮本幸一は、目撃談の投書内容について信憑性の高いものもあると見て、なんちゃっておじさんの実在を信じ、小森の公表を一切無視して目撃談の受付を続行する姿勢をとった。パーソナリティである笑福亭鶴光とタモリもまた、小森の公表に否定的であった。ラジオ番組のリスナーたちからも、「人々の夢を壊す」との否定的な投書が殺到しており、「実在を信じる人々のロマンを台無しにする行為」との声もあった。その後も小森の公表に対しては反論が多く、小森の売名行為として否定する関係者も多い。
また実在の人物として、東京都大田区に在住していた元ラーメン店経営者の男性が、なんちゃっておじさん本人を自称している。かつて電車内で社会への不満を独り言で漏らし、周囲への照れ隠しでおどけて「なーんちゃって」と言ったことが乗客たちに受け、快感を感じてその行為を繰り返していたという。小森の説に立腹したこの男性はラジオ局に名乗り出、山手線で公開実演まで披露し、一時は報道陣が殺到するほどの人気者となった。結局真相は明らかにならないままブームの終焉に至っているが、この男性はその10数年後の平成期においても「元祖なんちゃっておじさん」を自称していた（1995年〈平成7年〉時点）。
2006年（平成18年）放映のテレビ番組『伊東家の食卓』（日本テレビ）では前述のかぜ耕士が、『たむたむたいむ』の目撃談の最初の投書者が小森と無関係であること、その投書の内容が小森の公表内容と異なることを確認し、なんちゃっておじさんは架空の存在ではないと証言している。また、この最初の投稿者は、それ以前から投稿の常連であった熱心なリスナーのため、小森の創作であるわけがないとの意見もある。
しかし、その後に刊行された昭和史関連の文献でも、なんちゃっておじさんの正体をこの小森の創作としていることが多い。このように一連の「なんちゃっておじさん」の話題が小森の創作として片づけられてしまった背景には、検証性が希薄であるために様々な言説がマスメディアに乗って独り歩きしてしまう1970年代当時の風潮があるとの見方もある。
2020年（令和2年）には、『たむたむたいむ』のリスナーからの投書が初めて紹介された当時の音源が、ニッポン放送のアーカイブに残されていることが判明し、同2020年10月1日、『上柳昌彦 あさぼらけ』の番組内で、同年に死去したかぜ耕士を偲んで紹介された。